# Hamar Greenwood

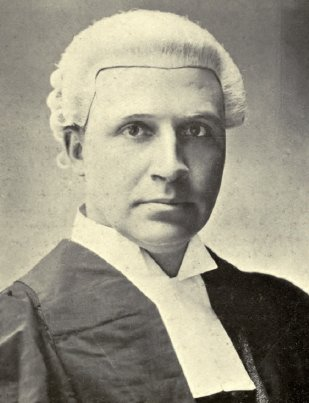
Hamar Greenwood

Sir Hamar Greenwood, 1º Visconde Greenwood PC, KC (Whitby, Ontário, 7 de fevereiro de 1870 – Londres, 10 de setembro de 1948), foi um político e advogado britânico, nascido no Canadá. Ele é conhecido por ter sido o último Secretário-chefe para Irlanda, de 1920 a 1922. Seus filhos acabaram morrendo sem se casarem, extinguindo assim a casa de Greenwood em 2003.